# Oregon Symphony
L'Oregon Symphony è un'orchestra americana con sede a Portland, in Oregon. Fondata come Portland Symphony Society nel 1896, è la sesta più antica orchestra negli Stati Uniti e la più antica negli Stati Uniti occidentali. La sua sede è la Arlene Schnitzer Concert Hall nel distretto culturale del centro di Portland.

## Storia
Il suo primo concerto si tenne al Marquam Grand Theatre, con 1.700 posti, il 30 ottobre 1896, con W. H. Kinross che dirigeva 33 artisti. Incluso nel primo programma c'era La sorpresa o col colpo di timpani di Franz Joseph Haydn.
Nel 1899 l'orchestra eseguiva una serie di concerti annuali (con pause occasionali), e nel 1902 fu fatto la prima tournée dello stato. I membri dell'orchestra suddividevano le entrate dei biglietti come cooperativa ed eleggevano i loro direttori nei primi anni.
Il musicista Carl Denton, formatosi nella Royal Academy of Music, fu una forza importante nell'aiutare la Portland Symphony Society ad entrare in una nuova era. Il consiglio di amministrazione fu eletto ed assunto un manager. I membri dell'orchestra continuarono ad eleggere i loro direttori per la stagione 1911/1912. L'ordine di rotazione del direttore d'orchestra e del primo violino veniva determinato per sorteggio. I musicisti provenivano da orchestre di danza e teatro di Portland. Dopo quattordici prove, il primo concerto di questa orchestra sinfonica di Portland della nuova era si tenne alle 14.30 del 12 novembre 1911 nel nuovo Heilig Theatre a SW Broadway e Taylor Street. Mose Christensen diresse 54 esecutori nella Sinfonia n. 9 in Mi minore di Dvorak e in altri lavori. Carl Denton diresse il secondo concerto il 17 dicembre 1911, seguito da John Bayley il 21 gennaio 1912 e Harold C. Bayley (il figlio di John Bayley) il 3 marzo 1912. Mose Christensen completò quella stagione con il quinto concerto il 14 aprile 1912. Harold Bayley, Carl Denton e Mose Christensen fungevano anche da primi violini a rotazione, quando non dovevano dirigere. L'intero budget era costituito dagli incassi del botteghino, che erano divisi in parti uguali tranne il direttore che riceveva due quote. Per il primo concerto ogni musicista ricevette $ 1,45.

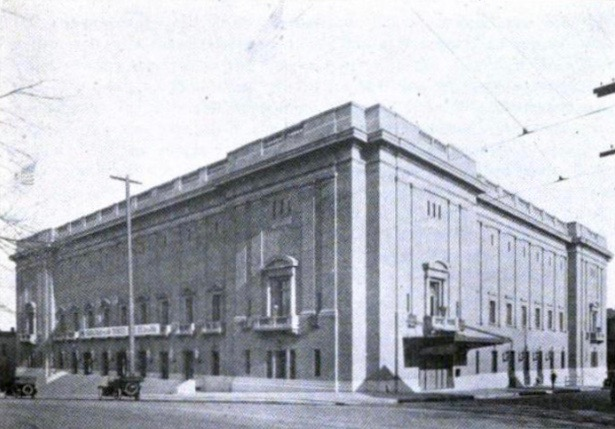
L'Auditorium pubblico di Portland (o Auditorium municipale), circa 1918, poco dopo l'apertura

L'orchestra continuò a nominare direttori a turno come leader finché la commissione sinfonica nominò Carl Denton come primo direttore stabile il 18 agosto 1918. L'orchestra iniziò a tenere i suoi concerti all'Auditorium municipale, in seguito ribattezzato Civic Auditorium. Sotto Denton la vendita dei biglietti aumentò e il numero di musicisti fu aumentato di conseguenza.
Theodore Spiering, che aveva diretto l'orchestra come ospite, fu il successivo direttore d'orchestra nominato. Spiering non poté iniziare la sua prima stagione da direttore d'orchestra a causa della sua prematura scomparsa a Monaco (dove era alla ricerca di nuovi spartiti per l'orchestra). Su suggerimento del direttore artistico Arthur Judson il consiglio sinfonico nominò il direttore olandese Willem van Hoogstraten. Il primo concerto di Hoogstraten, il 9 novembre 1925, comprendeva la Sinfonia n. 4 di Čajkovskij, eseguita da 69 musicisti. Alcuni dei concerti dei direttori olandesi furono trasmessi a livello nazionale alla radio. L'orchestra era ora riconosciuta come una delle quindici più grandi della nazione.
Durante la grande depressione la Portland Symphony Society fu quasi chiusa nel 1931. Una lettera ciclostilata inviata ai membri della società che chiedeva donazioni da parte di Isabella Gauld tenne aperta la compagnia. La minaccia di guerra e un deficit di bilancio di quasi $ 20.000 fecero sospendere le operazioni nel 1938. Un concerto d'addio del 28 febbraio 1938 vide Hoogstraten dirigere l'orchestra e il coro nel Ein deutsches Requiem di Brahms.
Tra il 1938 e il 1947 non vi fu una normale stagione sinfonica. C'erano tuttavia alcuni concerti, alcuni con direttori ospiti noti. C'era anche una WPA Portland Symphony Orchestra per una stagione di concerti tenuti nell'auditorium Neighbours of Woodcraft, a partire dal gennaio 1939. Misha Pelz, che aveva diretto la Portland Federal Symphony Band, era il direttore regolare e Leslie Hodge diresse come ospite per due concerti.
Un'orchestra annunciata come la Philharmonic di Portland, con 40 musicisti forniti dal progetto musicale federale, tenne il suo primo concerto il 16 gennaio 1940 con la direzione di Hodge. Hodge annunciò le sue dimissioni nel settembre 1940 e Charles Lautrop gli succedette come direttore. I direttori sospesero l'operatività di questa orchestra il 30 dicembre 1940.

## Riorganizzazione
La Portland Symphony Orchestra fu riorganizzata nel 1947 come gruppo professionale permanente. Un noto direttore americano, Werner Janssen, fu ingaggiato per due stagioni (1947-1949), seguito da James Sample (1949-1953). I direttori ospiti furono ingaggiati per le stagioni 1953-1955 (al posto di un direttore d'orchestra regolare) tra cui Carlos Chávez, Enrique Jordá, Dimitri Mitropoulos Thomas Schippers, Boris Sirpo, Russell Stanger e Igor Stravinsky. Theodore Bloomfield fu uno di questi direttori ospiti e divenne anche il prossimo direttore regolare (1955-1959). Il direttore d'orchestra italiano Piero Bellugi (1959-1961) divenne il secondo direttore non americano dopo Hoogstraten. Ognuno di questi primi direttori nell'orchestra sinfonica riorganizzata se ne andò dopo pochi anni perché l'orchestra mancava di sostegno finanziario. Bellugi rifiutò di tornare anche per un incarico di direttore ospite nella primavera del 1962, adducendo che i programmi avevano un'insufficiente portata per il suo talento.

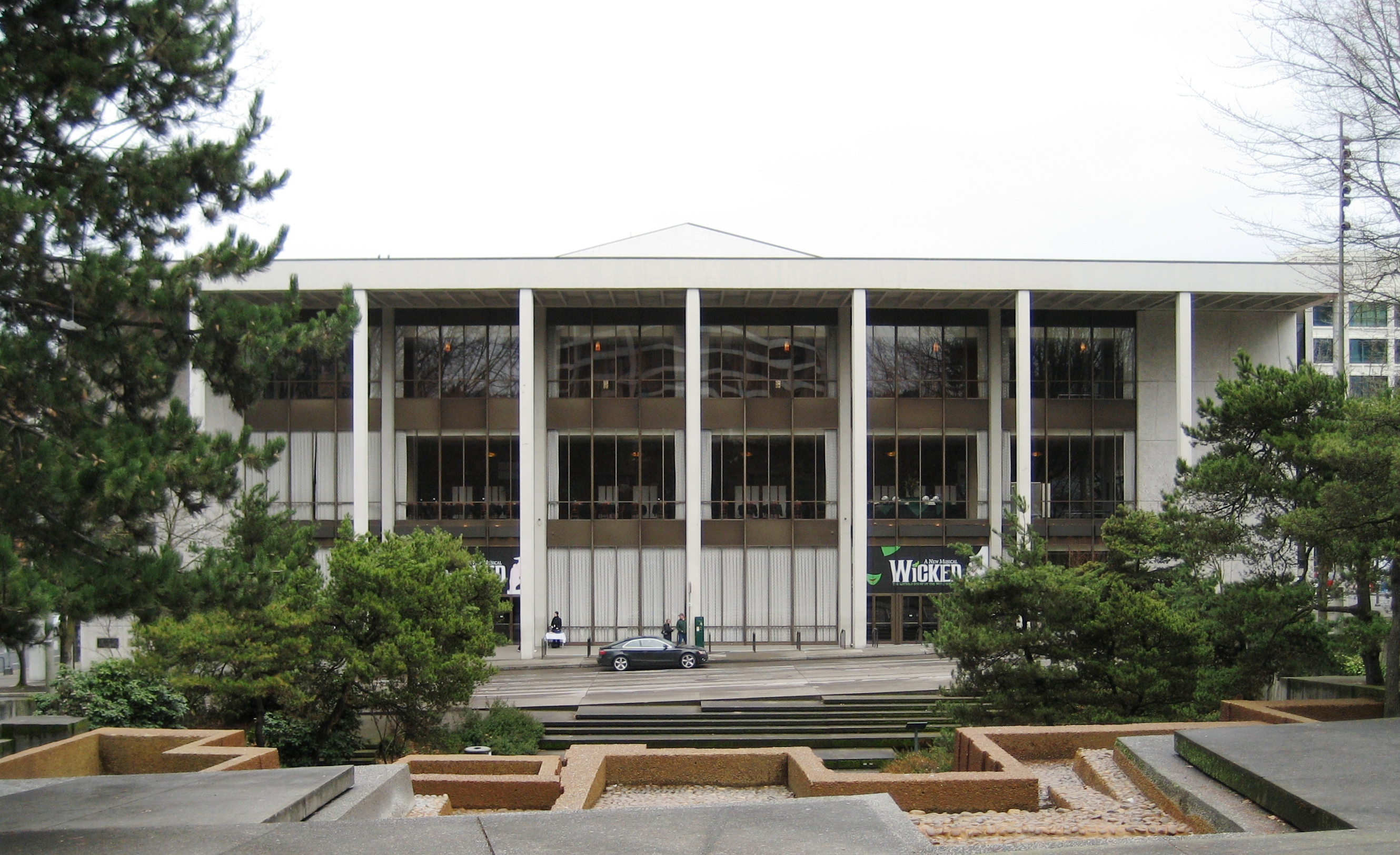
Il Civic Auditorium ricostruito (ora Keller Auditorium)

Jacques Singer, un direttore d'orchestra americano, diresse l'orchestra dal 1962 al 1972. Durante il 1965-1967 l'orchestra si esibì in una sala cinematografica del 1927 in affitto, l'Oriental Theatre sulla SE Grand Avenue tra Morrison e Belmont Street, mentre l'Auditorium Civico veniva ricostruito. Nel luglio 1966 fu annunciata una sovvenzione della Ford Foundation di $ 1,25 milioni. Nell'agosto 1967 il nome fu cambiato in Oregon Symphony Society (e Orchestra) per riflettere la portata più ampia dell'orchestra. Nell'autunno del 1970 il consiglio dell'orchestra e il sindacato dei musicisti negoziarono con successo il primo contratto biennale. I musicisti, in cerca di migliori salari, aderirono alla International Conference of Symphony and Opera Musicians (ICSOM) nel 1971.
Nel 1970 l'Oregon Symphony Pops iniziò una lunga collaborazione con il loro direttore d'orchestra Norman Leyden che fu nominato direttore associato nel gennaio 1974. Leyden, che si ritirò nel maggio del 2004, fu onorato con il titolo a vita di Direttore associato laureato.
Nel 1973 Lawrence Leighton Smith fu scelto come direttore, il primo direttore nato a Portland, per dirigere l'orchestra. Diresse l'orchestra fino al 1980.

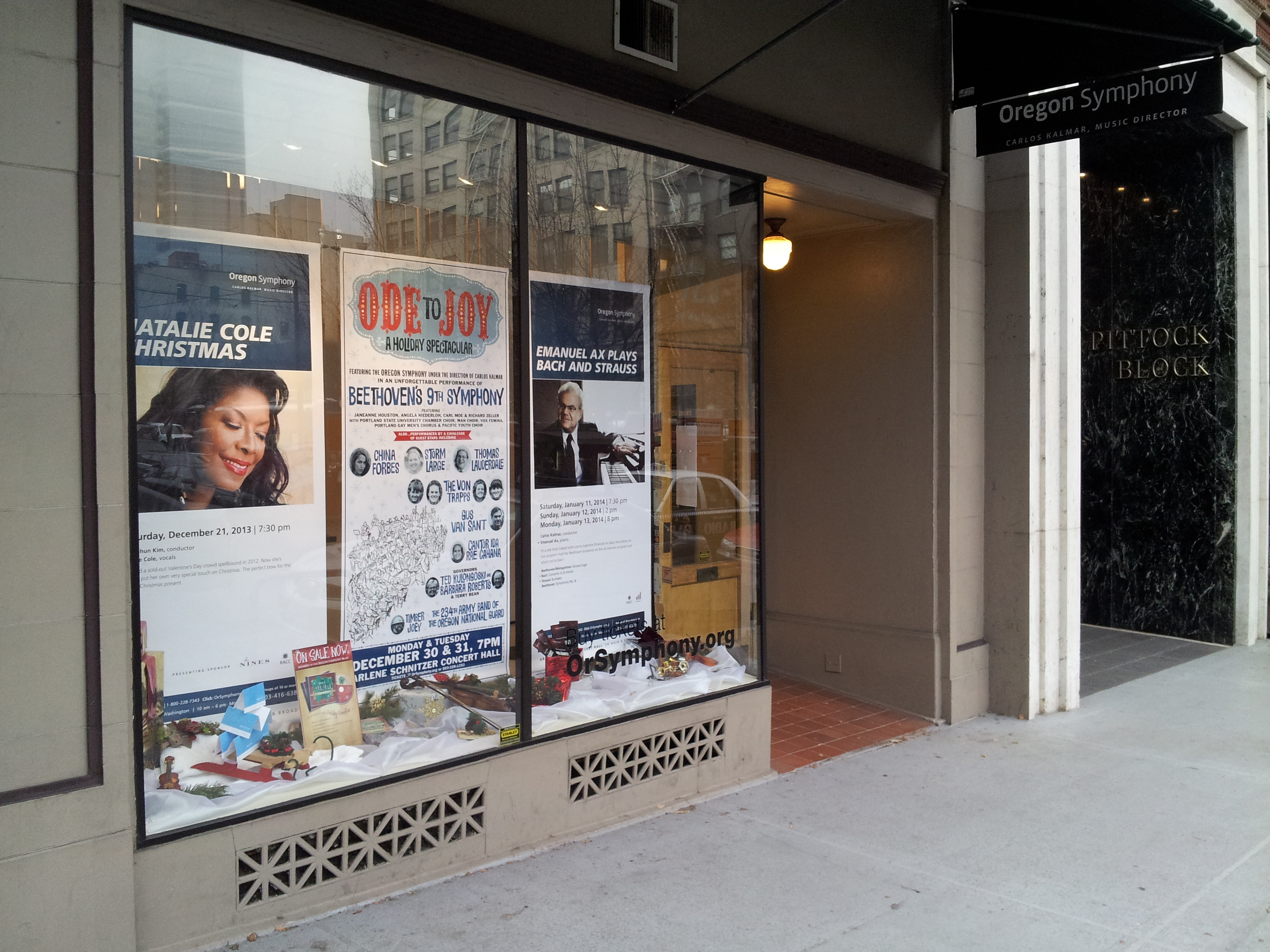
Ingresso alla biglietteria dell'organizzazione, situata nel Pittock Block, nel 2013

James DePreist, uno dei primi direttori afroamericani, divenne direttore d'orchestra nel 1980. Nel 1984 l'orchestra passò da part-time a tempo pieno. Sempre nel 1984 l'orchestra si trasferì dall'Auditorium Civico (ora Keller) alla Arlene Schnitzer Concert Hall. L'orchestra era ora in grado di provare nello stesso spazio in cui si tenevano i concerti. L'arrangiamento di James DePreist del tema di The Cosby Show fu registrato dall'orchestra nel maggio 1988 per essere utilizzato nella quinta stagione di quel programma televisivo. Il primo tour fuori dallo stato al di fuori del Pacifico nord-occidentale fu fatto nel settembre 1992, all'Hollywood Bowl su invito della Los Angeles Philharmonic.
Sebbene nel 1986 e nel 1989 vi fossero disaccordi sul lavoro e brevi blocchi da parte della direzione, nel settembre 1996 gli 86 musicisti votarono all'unanimità per scioperare per la prima volta. Era il denaro il problema nella negoziazione di un nuovo contratto. Cinque prove e sei concerti furono annullati prima che un nuovo contratto quadriennale fosse negoziato prima della fine di settembre.
La prima nomination al Grammy dell'orchestra arrivò nel 2003. Il percussionista principale Niel DePonte fu nominato per la migliore esecuzione strumentale da solista con orchestra per il "Concerto for Marimba and Orchestra" del compositore Tomas Svoboda, registrato da Albany Records nel gennaio 2000.
Uno speciale televisivo della durata di 90 minuti prodotto dall'affiliata CBS KOIN Channel 6 in onore del centenario dell'Orchestra Sinfonica presentò DePreist e l'orchestra in una esecuzione del suo cavallo di battaglia, la Sinfonia n. 2 in Mi minore op. 27 di Rachmaninov e fu premiata con un Emmy regionale del nord-ovest nel giugno 1997. Fu prodotto da John Ray e diretto da Richard Hammerstrom.
DePreist rimase come direttore d'orchestra per 23 anni. Quando se ne andò nel 2003 aveva guidato la trasformazione dell'orchestra da un piccolo gruppo part-time fino a diventare un'orchestra a tempo pieno riconosciuta a livello nazionale. Durante quel periodo l'orchestra pubblicò 17 registrazioni. Peter Frajola, un violinista principale, che era entrato nell'orchestra negli anni '80, disse che il gruppo aveva intrapreso "fenomenali viaggi musicali" con DePreist. "Jimmy" come DePreist era noto ai locali, divenne una personalità ben nota nella comunità di Portland. Fu direttore musicale laureato della Oregon Symphony fino alla sua morte nel 2013.
Dal 2003 Carlos Kalmar, uruguaiano, fu il direttore musicale dell'orchestra. Nell'aprile 2008 l'orchestra annunciò l'estensione del contratto di Kalmar come direttore musicale fino alla stagione 2012-2013.

## Direttori ospiti
Tra coloro che hanno diretto l'orchestra come ospiti ci sono: Aaron Copland, Arthur Fiedler, Otto Klemperer, Yakov Kreizberg, Erich Leinsdorf, Dimitri Mitropoulos, Maurice Ravel, Miklós Rózsa, Igor Stravinsky e John Williams.

## Registrazioni e discografia
L'Oregon Symphony iniziò a registrare per l'etichetta Delos nel 1987. Una collezione intitolata Bravura contiene opere di Witold Lutosławski, Ottorino Respighi e Richard Strauss. Le registrazioni sono continuate, con pubblicazioni anche sulle etichette Koch e Albany. Fino al 2005 sono stati pubblicati sedici compact disc.
Nel novembre del 2011 l'Oregon Symphony ha pubblicato Music for a Time of War, con l'etichetta Pentatone. Registrato alla Arlene Schnitzer Concert Hall di Portland, nell'Oregon, sotto la direzione di Carlos Kalmar, l'album presenta il programma del concerto dell'orchestra al Festival Spring into Music del maggio 2011 alla Carnegie Hall. Il 5 dicembre 2012 questo album ha ricevuto due nomination ai Grammy: uno per l'Album classico meglio progettato ed uno per la migliore esecuzione orchestrale. Attualmente l'orchestra ha registrato quattro album con Pentatone.

### Album in studio
| Titolo | Dettagli Album                                                                        | Direttore      | Lavori | Note          |
| --- | ------------------------------------------------------------------------------------- | -------------- | --- | ------------- |
| Bravura | - Pubblicato: 1987 - Etichetta: Delos - Formato: CD                                   | James DePreist | - Ottorino Respighi – Feste Romane (Roman Festivals), P. 157 - Richard Strauss – Don Juan, Op. 20 - Witold Lutosławski – Concerto for Orchestra                                                       | [ 6 ] [ 7 ]   |
| The Sea and the Gulls                                                                                        | - Pubblicato: 1987 - Etichetta: Delos - Formato: CD                                   | James DePreist | - Sergei Rachmaninoff – La Mer et les Mouettes (The Sea and the Gulls) - Rachmaninoff – Sinfonia n. 2 - Rachmaninoff – "Vocalise", Op. 34 n. 14                                                       | [ 8 ] [ 9 ]   |
| Tchaikovsky: 1812 Overture; The Tempest; Hamlet                                                              | - Pubblicato: 1989 - Etichetta: Delos - Formato: CD                                   | James DePreist | - Pyotr Ilyich Tchaikovsky – The Tempest, Op. 18 - Tchaikovsky – Hamlet, Op. 67 - Tchaikovsky – Ouverture 1812, Op. 49                                                                                | [ 10 ] [ 11 ] |
| Menotti: Apocalypse (World Premiere Recording); Dello Joio: Meditations on Ecclesiastes                      | - Pubblicato: 1992 - Etichetta: Koch International Classics - Formato: CD             | James DePreist | - Gian Carlo Menotti – Apocalypse - Ronald Lo Presti – The Masks - Norman Dello Joio – Meditations on Ecclesiastes                                                                                    | [ 12 ] [ 13 ] |
| Romeo and Juliet                                                                                             | - Pubblicato: 1992 - Formato: CD                                                      | James DePreist | - Pyotr Ilyich Tchaikovsky – Romeo e Giulietta | [ 14 ]        |
| Roman Festivals                                                                                              | - Pubblicato: 1993 - Formato: CD                                                      | James DePreist | - Ottorino Respighi – Feste Romane (Roman Festivals), P. 157 | [ 15 ]        |
| Joseph Schwantner: New Morning for the World; Nicolas Flagello: The Passion of Martin Luther King            | - Pubblicato: January 16, 1995 - Etichetta: Koch International Classics - Formato: CD | James DePreist | - Joseph Schwantner – New Morning for the World - Nicolas Flagello – The Passion of Martin Luther King                                                                                                | [ 17 ] [ 18 ] |
| Erich Wolfgang Korngold: The Sea Hawk; Symphony in F-Sharp                                                   | - Pubblicato: 1998 - Etichetta: Delos - Formato: CD                                   | James DePreist | - Erich Wolfgang Korngold – Suite from The Sea Hawk - Korngold – Sinfonia in fa diesis | [ 19 ] [ 20 ] |
| Stravinsky: The Rite of Spring; The Firebird Suite                                                           | - Pubblicato: 2001 - Etichetta: Delos - Formato: CD                                   | James DePreist | - Igor Stravinsky – La sagra della primavera - Stravinsky – The Firebird Suite ("Suite concerto per orchestra n. 2")                                                                                  | [ 21 ] [ 22 ] |
| Respighi's Rome                                                                                              | - Pubblicato: 2001 - Etichetta: Delos - Formato: CD                                   | James DePreist | - Ottorino Respighi – Fountains of Rome (Fontane di Roma), P. 106 - Respighi – Pines of Rome (Pini di Roma), P. 141 - Respighi – Roman Festivals (Feste romane), P. 157                               | [ 23 ] [ 24 ] |
| American Contrasts                                                                                           | - Pubblicato: 2003 - Etichetta: Delos - Formato: CD                                   | James DePreist | - Benjamin Lees – Passacaglia for Orchestra - Vincent Persichetti – Sinfonia n. 4, Op. 51 - Michael Daugherty – "Sundown on South Street" - Daugherty – "Hell's Angels"                               | [ 25 ] [ 26 ] |
| Orchestral Works by Tomas Svoboda                                                                            | - Pubblicato: July 2003 - Etichetta: Albany Records - Formato: CD                     | James DePreist | - Tomáš Svoboda – Overture of the Season, Op. 89 - Svoboda – Concerto for Marimba and Orchestra, Op. 148 - Svoboda – Sinfonia n. 1 (of Nature), Op. 20                                                | [ 28 ] [ 29 ] |
| Shostakovich: Sinfonia n. 11 "The Year 1905"                                                                 | - Pubblicato: 2003 - Etichetta: Delos - Formato: CD                                   | James DePreist | - Dmitri Shostakovich – Sinfonia n. 11 ("The Palace Square", "The 9th of January", "In Memoriam", "The Tocsin")                                                                                       | [ 30 ] [ 31 ] |
| Sibelius: Sinfonia n. 2; Sinfonia n. 7                                                                       | - Pubblicato: 2004 - Etichetta: Delos - Formato: CD                                   | James DePreist | - Jean Sibelius – Sinfonia n. 7 - Sibelius – Sinfonia n. 2 | [ 32 ]        |
| Walton: Suite from Henry V; Cello Concerto; Violin and Piano Sonata; Bernard Rands: Tre Canzoni Senza Parole | - Pubblicato: 2005 - Etichetta: Delos - Formato: CD                                   | James DePreist | - William Walton – Suite from Henry V - Walton – Concerto for Violoncello and Orchestra - Bernard Rands – Tre Canzoni Senza Parole (Three Songs Without Words) - Walton – Sonata for Violin and Piano | [ 33 ] [ 34 ] |
| Tragic Lovers                                                                                                | - Pubblicato: September 30, 2008 - Etichetta: Delos - Formato: CD                     | James DePreist | - Richard Wagner – Prelude and "Liebestod" from Tristano e Isotta - Hector Berlioz – "Love Scene" from Roméo et Juliette, Op. 17 - Pyotr Ilyich Tchaikovsky – Romeo e Giulietta                       | [ 36 ] [ 37 ] |
| Music for a Time of War                                                                                      | - Pubblicato: October 25, 2011 - Etichetta: PentaTone Classics - Formato: CD          | Carlos Kalmar  | - Charles Ives – The Unanswered Question - John Adams – The Wound-Dresser - Benjamin Britten – Sinfonia da Requiem - Ralph Vaughan Williams – Sinfonia n. 4                                           | [ 38 ] [ 39 ] |
| This England (album)\|This England                                                                           | - Pubblicato: November 13, 2012 - Etichetta: PentaTone Classics - Formato: CD         | Carlos Kalmar  | - Edward Elgar – Cockaigne (In London Town), Op. 40 - Ralph Vaughan Williams – Sinfonia n. 5 - Benjamin Britten – Four Sea Interludes and Passacaglia from Peter Grimes, Op. 33a and b                | [ 40 ] [ 41 ] |
| Spirit of the American Range                                                                                 | - Pubblicato: February 10, 2015 - Etichetta: PentaTone Classics - Formato: CD         | Carlos Kalmar  | - Walter Piston – "Suite from The Incredible Flutist" - George Antheil – "A Jazz Symphony" - Aaron Copland – Sinfonia n. 3                                                                            | [ 42 ] [ 43 ] |

## Raccolte
| Titolo                | Dettagli album                   | Direttore      | Lavoro | Note   |
| --------------------- | -------------------------------- | -------------- | --- | ------ |
| Centennial Collection | - Pubblicato: 1995 - Formato: CD | James DePreist | - Richard Strauss – Don Juan, Op. 20 - Witold Lutosławski – Concerto per Orchestra - Sergei Rachmaninoff – Sinfonia n. 2 - Pyotr Ilyich Tchaikovsky – Romeo e Giulietta - Gian Carlo Menotti – Apocalypse | [ 44 ] |

## Direttori musicali
- 1909 David C. Rosebrook
- 1911 Carl Denton
- 1912 John Bayley
- 1913 George E. Jeffery
- 1914 Carl Denton
- 1915 John Bayley
- 1916 Waldemar Lind
- 1917 Mose Christensen
- 1918-1925 Carl Denton
- 1925 Theodore Spiering

- 1925-1938 Willem van Hoogstraten
- 1947-1949 Werner Janssen
- 1949-1953 James Sample
- 1955-1959 Theodore Bloomfield
- 1959-1961 Piero Bellugi
- 1962-1972 Jacques Singer
- 1973-1980 Lawrence Leighton Smith
- 1980-2003 James DePreist
- 2003–present Carlos Kalmar

## Direttori laureati
- James DePreist, direttore musicale laureato
- Norman Leyden, direttore associato laureato

## Primi violini
- 1922-1924 Jno F.N. Colburn
- 1924-1927 Alf Keller
- 1927-1938 Ed Hurlimann
- 1947-1948 John Copin
- 1948-1949 Tibor Zelig
- 1950-1973 Hugh Ewart
- 1973-2003 Michael Foxman
- 2004-2007 Amy Schwartz Moretti
- 2007-2011 Jun Iwasaki
- 2012-     Sarah Kwak